# Kilkenny (grevskap)
Kilkenny (iriska: Cill Chainnigh) är ett grevskap på Irland. Huvudort är Kilkenny.

## Städer och samhällen
- Ballyhale, Ballyragget, Bennetsbridge
- Castlecomer, Callan
- Freshford
- Gowran, Graiguenamanagh
- Inistioge
- Knocktopher
- Mullinavat
- Paulstown
- Redhouse
- Thomastown
- Urlingford
- Windgap